# Fairy Queen
Fairy Queen (pol. Królowa Wróżek) – najstarszy na świecie (zbudowany w 1855), planowo jeżdżący parowóz, atrakcja turystyczna indyjskiego Radżastanu.

## Dane techniczne
Lokomotywa jest trzyosiowa (środkowa oś napędowa, dwie pozostałe – toczne), waży 26 ton, średnica kół środkowych wynosi 1800 mm. Porusza się po torach szerokich – 1676 mm, najbardziej powszechnych na terenie Indii.

## Historia
Parowóz zbudowano w 1855 w zakładach Kitson, Thompson & Hewitson w Leeds dla brytyjskiej kompanii East Indian Railway z siedzibą w Kalkucie. Mimo że kompania już nie istnieje od dawna, to oznaczenia EIR i nr 22 nadal są umieszczone z przodu lokomotywy. 
Początkowo parowóz ciągnął pociągi pocztowe na linii Howrah – Ranigunj (120 km w 5 godzin), a następnie towarowe w stanie Bihar. W 1909 skończył służbę i przez 34 lata stał odstawiony przed stacją w Howrah pod Kalkutą. Potem trafił do szkoły kolejowej w Chandausi. W 1971 (w wieku ponad 100 lat) rząd indyjski docenił wartość tego taboru, odnowił go i przeniósł do Muzeum Transportu Kolejowego w New Delhi. Ćwierć wieku później Fairy Queen została gruntownie wyremontowana i w 1997 wróciła do służby, prowadząc pociągi turystyczne z New Delhi do Alwaru w Radżastanie, gdzie znajduje się rezerwat tygrysów. Został wpisany w 1998 roku do Księgi Guinnessa jako najstarsza czynna lokomotywa.

## Trasa New Delhi - Alwar
Trasa liczy 170 km, pokonywana jest przez turystyczne składy w ciągu 6 godzin (maksymalna prędkość parowozu to 40 km/h). Oferta adresowana jest do bogatszych turystów – w 2005 przejazd kosztował równowartość 165 USD. Trasa czynna była od października do marca (dwie jazdy w ciągu miesiąca). Skład ogranicza się do jednego, 50-miejscowego wagonu i wagonu technicznego. 